# Carabus glabratus
Carabus glabratus es una especie de coleóptero adéfago de la familia Carabidae. Habita en Centro Europa y el norte de Europa hasta el Círculo polar.